# Shreya Ghoshal

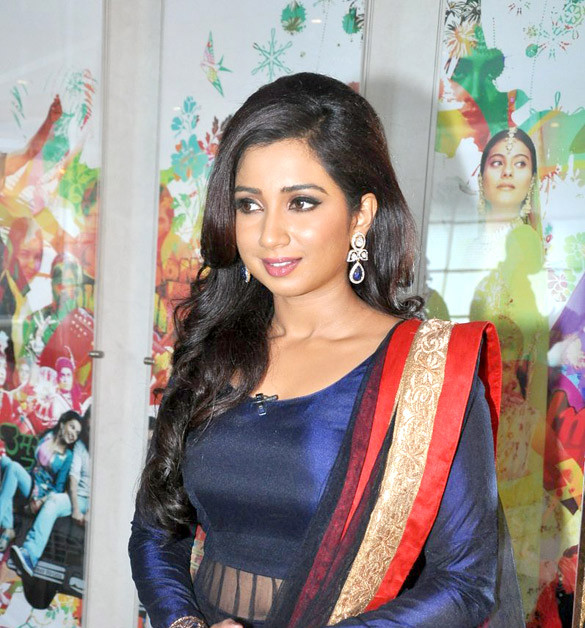
Shreya Ghoshal en 2013.

Shreya Ghoshal (n. 12 de marzo de 1984 en Baharampur, India) es una cantante de playback de la India. Después de ganar el concurso Sa Re Ga Ma, el director Sanjay Leela Bhansali la contrató por la película Devdas en 2002. Ganó el Premio R.D. Burman al Mejor Talento Nuevo y el Premio Filmfare a la Mejor Cantante de Playback (Feminino) por la película. Junto con Sunidhi Chauhan Alka Yagnik, Sadhana Sargam y Kavita Krishnamurthy, es una de las cantantes jóvenes más destacadas de Bollywood.

## Premios

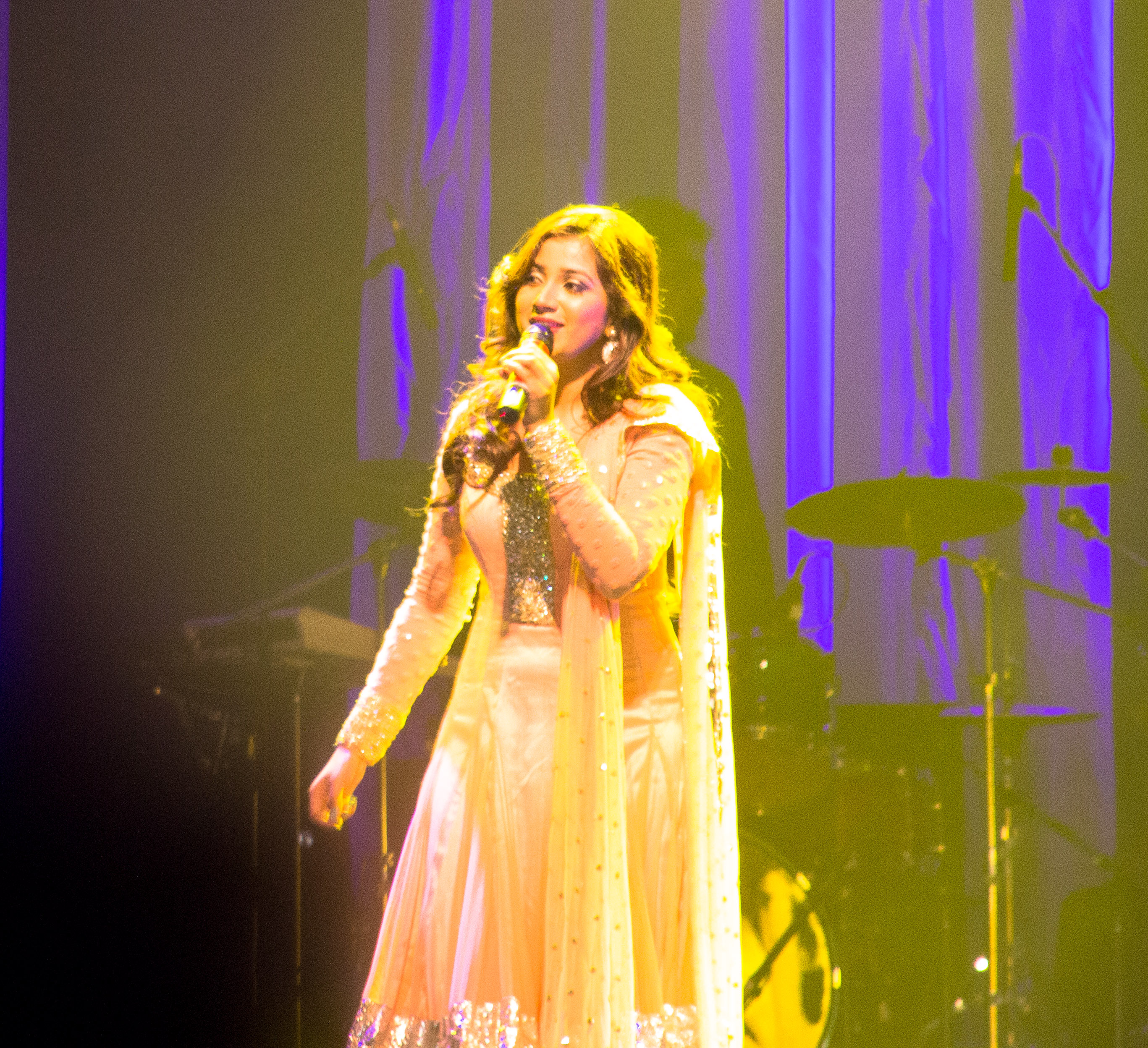
Shreya Ghoshal en Toronto, en 2012.

### National Film Awards
- 2003: National Film Award for Best Female Playback Singer - Bairi Piya (Devdas; Hindi)
- 2006: National Film Award for Best Female Playback Singer - Dheere Jalna (Paheli; Hindi)
- 2008: National Film Award for Best Female Playback Singer - Yeh Ishq Hai (Jab We Met; Hindi)
- 2009: National Film Award for Best Female Playback Singer - Jeev Dangala (Jogwa; Marati) y Pherari Mon (Antaheen; Bengalí)

### Premios Filmfare
- 2003: Premio R.D. Burman al Mejor Talento Nuevo
- 2003: Premio Filmfare a la Mejor Cantante de Playback (Feminino) (con Kavita Krishnamurthy) - Dola Re (Devdas)
- 2004: Premio Filmfare a la Mejor Cantante de Playback (Feminino)- Jaadu Hai Nasha Hai (Jism)
- 2008: Premio Filmfare a la Mejor Cantante de Playback (Feminino) - Barso Re (Guru)
- 2009: Premio Filmfare a la Mejor Cantante de Playback (Feminino) - Teri Ore (Singh Is Kinng)

### Premios Filmfare del Sur
- 2007: Premio Filmfare a la Mejor Cantante de Playback (Feminino) (tamil) - Munbe Vaa (Sillunu Oru Kaadhal)
- 2008: Premio Filmfare a la Mejor Cantante de Playback (Feminino) (canarés) - Ninna Nodalenthu (Mussanjemaatu)

### IIFA Awards
- 2003: IIFA Best Female Playback Award (con Kavita Krishnamurthy) - Dola Re (Devdas)
- 2004: IIFA Best Female Playback Award - Jadu Hai Nasha Hai (Jism=)
- 2008: IIFA Best Female Playback Award - Barso Re (Guru)
- 2009: IIFA Best Female Playback Award - Teri Ore (Singh Is Kinng)

### Zee Cine Awards
- 2003: Zee Cine Award Best Female Playback Singer (con Kavita Krishnamurthy) - Dola Re (Devdas)
- 2006: Zee Cine Award for Best FemalePlayback Singer - Piyu Bole (Parineeta)
- 2008: Zee Cine Award Best Female Playback Singer - Barso Re (Guru)

### Star Screen Awards
- 2004: Star Screen Award Best Female Playback - Jadoo Hai Nasha Hai (Jism)
- 2006: Star Screen Award Best Female Playback - Piyu Bole (Parineeta)
- 2008: Star Screen Award Best Female Playback - Barso Re (Guru)

### State Awards
- 2009: Kerala State Film Award for Best Singer - Chandhu Thottille (Banaras)- Malayalam
- 2007: Tamil Nadu State Film Award for Best Female Playback - Munbe Vaa (Sillunu Oru Kaadhal)- Tamil
- 2005: Nandi Award for Best Female Playback Singer- Pillagaali Allari (Athadu) y Neeke Nuvvu (Modati Cinema)- Telugú

### Otros premios
- 2003: Stardust Award - New Musical Sensation (Female) - (Devdas)[1]
- 2008: Apsara Award Best Female Playback Singer - Barso Re (Guru)[2]
- 2009: Apsara Award Best Female Playback Singer - Teri Ore (Singh is Kinng)
- 2008: GPBA - German Public Bollywood Award Best Singer (Female) - Yeh Ishq Haaye (Jab We Met)[3]
- 2008: Zee Astitva Award for Excellence In Music
- 2010: Apsara Award Best Female Playback Singer - Tujh Mein Rab Dikhta Hai (Rab Ne Bana Di Jodi)[4]